# Plastic Ono Band
Plastic Ono Band — рок-гурт і мистецький флуксус-колектив, заснований Джоном Ленноном та Йоко Оно у 1968—1969 роках для спільних музичних і саунд-арт інсталяцій, фільмів, концептуальних мистецьких проєктів і, врешті-решт, сольних альбомів. Створення The Plastic Ono Band, яке розпочалося у 1967 році з ідеї Оно провести художню виставку в Берліні, дозволило Леннону відокремити свою творчість від творчості The Beatles.
Леннон і Оно розпочали особисті та мистецькі стосунки у 1968 році, співпрацюючи над кількома експериментальними релізами. Після одруження у 1969 році вони вирішили, що їхні майбутні починання будуть пов'язані з гуртом Plastic Ono Band. До складу гурту входили такі музиканти, як Ерік Клептон, Клаус Ворманн, Алан Вайт, Біллі Престон, Джим Келтнер, Кіт Мун, Delaney & Bonnie and Friends, а також колишні колеги Леннона по The Beatles Джордж Гаррісон і Рінго Старр. Після того, як Леннон і Оно переїхали до Нью-Йорка в 1971 році, вони співпрацювали з Elephant's Memory під назвою Plastic Ono Elephant's Memory Band. Співпраця Леннона та Оно тривала під подібними назвами до 1974 року.
З 2009 по 2015 рік Оно та її син Шон Леннон очолювали нову інкарнацію гурту — Yoko Ono Plastic Ono Band.

## Історія

### Виникнення та становлення (1968—1969)
– Yoko Ono, 2010
Джон Леннон та Йоко Оно познайомилися у 1966 році. Леннон був всесвітньо відомим учасником гурту The Beatles, а Оно — авангардною художницею та виконавицею. У 1968 році між ними зав'язалися романтичні стосунки, і вони почали співпрацювати над низкою музичних проєктів.
Назва Plastic Ono Band та її флуксус-ідея — пластикового гурту відкритого типу — була задумана Оно у 1967 році як ідея для художньої виставки в Берліні. The Plastic Ono Band був реалізований у 1968 році як мультимедійний машинний проєкт Джона Леннона, також названий The Plastic Ono Band. У 1968 році між Ленноном та Оно зав'язалися особисті та мистецькі стосунки, в яких вони вирішили оформити свої майбутні проєкти як роботу The Plastic Ono Band. Оно і Леннон співпрацювали на кількох художніх виставках, концертах, хепенінгах та експериментальних проектах нойз-музики, перш ніж записати і випустити дещо більш стандартні рок-альбоми, які все ще були пов'язані з концепцією The Plastic Ono Band.
Вони почали записуватись разом у травні 1968 року; ці записи вийдуть у листопаді як експериментальний альбом Unfinished Music No. 1: Two Virgins. Протягом літа пара працювала над «Revolution 9», експериментальним твором, який увійшов до однойменного подвійного альбому The Beatles (також відомого як «Білий альбом»). У грудні 1968 року Леннон і Оно разом виступили в The Rolling Stones Rock and Roll Circus з супергрупою під назвою «The Dirty Mac», до складу якої входили Ерік Клептон, Кіт Річардс з The Rolling Stones, Мітч Мітчеллом з Jimi Hendrix Experience та скрипалем Іврі Гітлісом. Леннон і Оно продовжували випускати свої експериментальні релізи паралельно з діяльністю Леннона в The Beatles, випустивши в травні 1969 року альбом Unfinished Music No. 2: Life with the Lions.
20 березня 1969 року Леннон і Оно одружилися, а згодом провели свою першу акцію «В ліжку за мир», під час якої вони використовували висвітлення свого шлюбу в пресі, щоб виступити на захист миру. Записи, зроблені в цей час, були випущені як їхній третій і останній експериментальний альбом Wedding Album. Назва Plastic Ono Band вперше була використана 12 травня, коли Леннон і Оно брали участь у виступі Джорджа Гаррісона для «Jam Peace» — джему, який Гаррісон записав під час сесії з артистом Apple Records Біллі Престоном. Згодом трек отримав назву «I Remember Jeep», а на касетній коробці EMI було змінено ім'я виконавця на Джорджа Гаррісона для включення на бонусний диск його сольного альбому All Things Must Pass 1970 року.

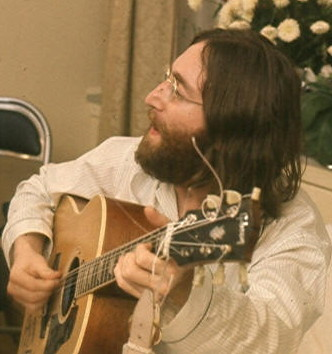
Леннон виконує «Give Peace a Chance» у Монреалі, 1969 рік

Під час другої акції в ліжку, що відбулася в Монреалі наприкінці травня та на початку червня 1969 року, Леннон, Оно та їхні гості записали пісню Леннона «Give Peace a Chance» та пісню Оно «Remember Love». Вони були випущені 4 липня як сингл, записаний гуртом Plastic Ono Band. Це був перший сингл, випущений Ленноном поза межами The Beatles, з якими він все ще продовжував співпрацювати. Хоча Леннон написав і випустив сингл самостійно, його партнер по The Beatles Пол Маккартні все одно був вказаний як автор, як за контрактом, так і за особистою угодою про розподіл авторських прав. Однак існують письмові та фотодокази, які свідчать про те, що спочатку Plastic Ono Band був звуковою та світловою інсталяцією, встановленою в прес-службі Apple. У виданні Disc and Music Echo від 26 липня 1969 року Дерек Тейлор, прес-секретар The Beatles, написав наступну статтю:
Гурт був зроблений з оргскла в Хойлейку, в Чеширі (де Селвін Ллойд і я виросли окремо) моїм знайомим винахідником на ім'я Чарльз Меллінг. Це була ідея Йоко разом з Джоном, зроблена за її специфікаціями; чотири частини — як Джон, Пол, Джордж і Рінго, три вищі і одна нижча. Дві прямокутні, одна циліндрична та куб. Одна колона містить магнітофон і підсилювач, інша — телевізор із камерою прямого ефіру, третя — програвач із підсилювачем, а четверта — мініатюрне світлове шоу і гучномовець. Але вони могли вмістити все, що завгодно, вони такі ж пристосовані, як і The Beatles. Колони зі плексигласу були оснащені обладнанням Apple Electronics під керівництвом (Magic) Алексіса Мардаса, і тут закінчується перший і останній технологічний прес-реліз, який ви отримаєте від мене.
Синглу передував прес-запуск Plastic Ono Band, що відбувся 3 липня. За словами Оно, назва була вигадана Ленноном в результаті використання Оно пластикових підставок для запису. У прес-матеріалах «гурт» описувався як концептуальний рух, не обмежений суворим членством, як у звичайному гурті. Леннон і Оно заявляли, що аудиторія є членами гурту, супроводжуючи це гаслом «YOU are the Plastic Ono Band».

### Toronto Rock Revival Festival та ранні сингли (1969—1970)
Більшу частину літа 1969 року The Plastic Ono Band не діяв, поки The Beatles працювали над завершенням альбому Abbey Road. 12 вересня Леннону зателефонував Джон Брауер, організатор фестивалю Toronto Rock Revival (який мав відбутися наступного дня), і запропонував Леннону безкоштовно відвідати фестиваль, щоб підвищити його популярність. Леннон запропонував натомість виступити на фестивалі. Брауер погодився, і Леннон швидко зібрав гурт. Спочатку він звернувся до колеги по гурту The Beatles Джорджа Гаррісона з пропозицією зіграти на соло-гітарі, але Гаррісон відмовив йому. За рекомендацією Гаррісона Леннон взяв на цю роль Еріка Клептона; басист Клаус Ворманн і барабанщик Алан Вайт склали перший склад The Plastic Ono Band. Під час організації гурту Леннон приватно вирішив покинути The Beatles через давню напруженість у колективі. Гурт репетирував у літаку до Торонто і виконував як рок-пісні у виконанні Леннона, так і експериментальні твори під керівництвом Оно. Запис виступу був випущений у грудні під назвою Live Peace in Toronto 1969, перший лонгплей гурту The Plastic Ono Band.
Наприкінці вересня The Plastic Ono Band розпочав запис свого наступного синглу. «Cold Turkey» спочатку був представлений Ленноном як потенційний сингл The Beatles, але Маккартні відкинув його. «Cold Turkey» та його бі-сайд «Don't Worry Kyoko (Mummy's Only Looking for Her Hand in the Snow)» представляв гурт The Plastic Ono Band, майже ідентичний торонтському, за винятком того, що Вайта замінив барабанщик The Beatles Рінго Старр. У титрах до «Cold Turkey» було вказано лише ім'я Леннона, що відображало його розрив з Маккартні та The Beatles.
Після виходу синглу «Cold Turkey» Леннон почав підготовку до випуску наступної платівки. 26 листопада він зміксував «You Know My Name (Look Up the Number)» і «What's the New Mary Jane» для випуску синглу. Обидві пісні були старими записами The Beatles. «You Know My Name» спочатку датувалася 1967 роком, з подальшою роботою Леннона і Маккартні у 1969 році. Б-стороною була пісня Леннона 1968 року, записана ним, Гаррісоном і Оно, і спочатку призначена для включення до «Білого альбому». Сингл був відкликаний лейблом EMI і врешті-решт скасований, можливо, через заперечення з боку The Beatles.
15 грудня The Plastic Ono взяв участь у благодійному концерті на користь ЮНІСЕФ, що відбувся в бальному залі Ліцею в Лондоні, під назвою «Peace for Christmas». За 48 годин до концерту Леннон і Оно зібрали склад гурту з Торонто у складі Клептона, Ворманна і Вайта; Клептон взяв із собою Гаррісона, Біллі Престона і гастролюючих музикантів гурту Delaney & Bonnie, з якими вони в той час гастролювали. Окрім Ділейні та Бонні Брамлетт, до складу гурту входили саксофоніст Боббі Кіз, барабанщик Джим Гордон та трубач Джим Прайс. До виступу також долучився Кіт Мун з гурту The Who. Пізніше Леннон називав цей склад The Plastic Ono Supergroup. Після виступу в Ліцеї Леннон і Оно провели медіа-бліц та рекламну кампанію за мир, розмістивши у великих містах білборди з написом «WAR IS OVER! If You Want It — Happy Christmas from John & Yoko».
1970 року гурт The Plastic Ono Band знову зібрався, щоб записати ще один сингл, «Instant Karma!», який був написаний і записаний 27 січня 1970 року. Леннон, Оно, Джордж Гаррісон, Клаус Ворманн, Алан Вайт і Біллі Престон, а також бек-вокалісти, найняті з сусіднього пабу, склали гурт The Plastic Ono Band для запису. За пропозицією Гаррісона був найнятий американський продюсер Філ Спектор, з яким розпочалися робочі стосунки, що продовжилися на кілька років і вплинули на його кар'єру, і на кар'єру Леннона. «Instant Karma!», підкріплений піснею Оно «Who Has Seen the Wind?», був випущений трохи більше, ніж через тиждень. Сингл був підписаний «Lennon/Ono with the Plastic Ono Band», на відміну від попередніх релізів, які були вказані тільки як гурт.

### Альбоми The Plastic Ono Band та «Happy Xmas (War Is Over)» (1970—1971)
Влітку 1970 року Леннон і Оно пройшли курс первинної терапії під керівництвом Артура Янова в Лос-Анджелесі. Ця терапія мала великий вплив на творчість Леннона. Тим часом The Beatles публічно розпалися, і пара повернулася до Лондона наприкінці вересня, щоб розпочати запис двох студійних альбомів, John Lennon/Plastic Ono Band та Yoko Ono/Plastic Ono Band. Основу гурту The Plastic Ono Band, який підтримував ці два альбоми, складали Клаус Ворманн на бас-гітарі та Рінго Старр на барабанах. Філ Спектор виступив співпродюсером альбому Леннона, а також разом з Біллі Престоном грав на клавішних на деяких треках. Джордж Гаррісон додав до альбому Оно партію на ситарі. Альбом Леннона складався з простого, спрощеного року, тоді як альбом Оно містив експериментальну та авангардну музику. Обидва альбоми вийшли 11 грудня. Був випущений сингл «Mother» / «Why», пісні належать Джону Леннону та Йоко Оно відповідно. На початку 1971 року Леннон записав «Power to the People» у складі Біллі Престона, Боббі Кіза, Клауса Ворманна та Алана Вайта. У бі-сайді «Open Your Box» Оно взяли участь Ворманн і Джим Ґордон. Сингл був випущений у березні, а його сторони були записані як «John Lennon/Plastic Ono Band» і «Yoko Ono/Plastic Ono Band» відповідно.
Навесні та влітку 1971 року Леннон та Оно записали свої альбоми Imagine та Fly. Використовуючи ті ж самі титри «John Lennon/Plastic Ono Band» та «Yoko Ono/Plastic Ono Band», альбоми містили партії Джорджа Гаррісона, Нікі Гопкінса, Клауса Ворманна, Алана Вайта, Джима Келтнера та Джима Ґордона, а Філ Спектор виступив співпродюсером Imagine. 6 червня Леннон і Оно виступили з Френком Заппою та групою The Mothers of Invention у Нью-Йорку, пізніше назвавши цю співпрацю «John & Yoko/Plastic Ono Band with The Mothers of Invention».
Наступним використанням назви The Plastic Ono Band став різдвяний сингл 1971 року «Happy Xmas (War Is Over)». У записі, записаному під назвою «John & Yoko/The Plastic Ono Band», брали участь барабанщик Джим Келтнер, піаніст Нікі Гопкінс і гітаристи Г'ю МакКракен, Кріс Осборн (який грав у групі Fly), Тедді Ірвін і Стюарт Шарф. На сторону Б «Listen, the Snow Is Falling» увійшли ті ж музиканти, що і на «Happy Xmas», з додаванням Клауса Ворманна на бас-гітарі. Сингл, співпродюсером якого виступив Філ Спектор, вийшов 1 грудня.

### Переїзд до Нью-Йорка: Plastic Ono Band with Elephant's Memory (1971—1973)

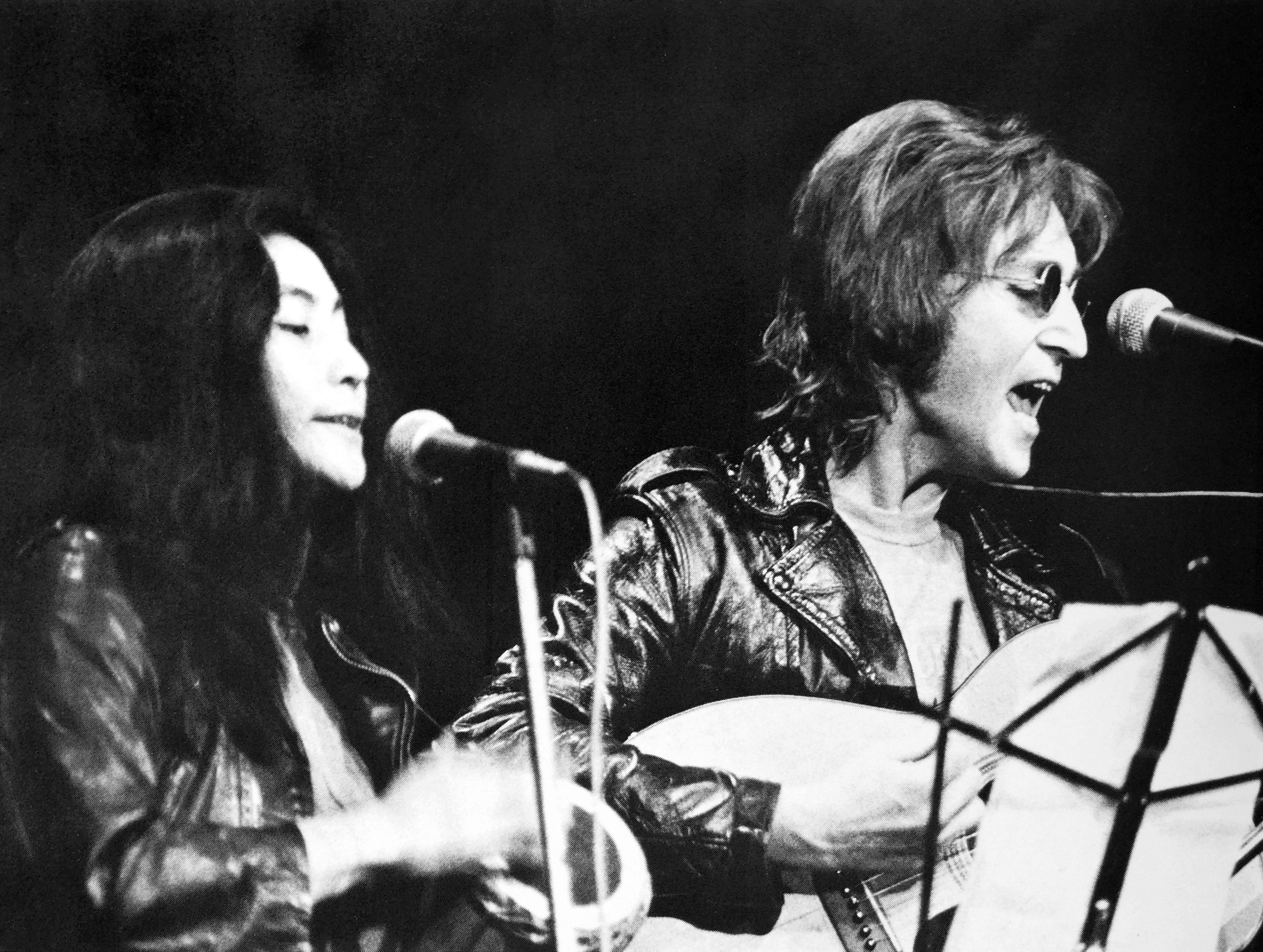
Оно і Леннон виступають на мітингу в грудні 1971-го

Восени 1971 року Леннон і Оно покинули Велику Британію і оселилися в Нью-Йорку. У Гринвіч-Вілледж пара стала більш політично активною і почала писати пісні протесту. Ці пісні стали основою їхнього наступного альбому Some Time in New York City. Як бек-вокал вони заручилися підтримкою нью-йоркського гурту Elephant's Memory, що складався з гітариста Вейна «Текса» Ґабріела, басиста Ґері Ван Сьока, саксофоніста Стена Бронштейна, клавішника Адама Іпполіто, клавішника Джона Ла Буски та барабанщика Річарда Френка-молодшого, Філ Спектор виступив співпродюсером, а Джим Келтнер також зіграв у записі альбому. Альбом був випущений 12 червня 1972 року, записаний як «John & Yoko/Plastic Ono Band with Elephant's Memory plus Invisible Strings». До «Some Time in New York City» увійшов другий диск під назвою «Live Jam», що складався із записів концерту Peace for Christmas 1969 року і виступу 1971 року з Френком Заппою з басовими накладаннями Клауса Ворманна.
Оно і Леннон продовжували співпрацювати з Elephant's Memory протягом 1972 року. 30 серпня, як гурт Plastic Ono Elephant's Memory Band (до складу якого також входив Джим Келтнер), вони відіграли два благодійних концерти «One to One» у Медісон-сквер-гарден. Захід був організований Геральдо Ріверою з метою збору коштів для дітей з розумовими вадами. На той час Ла Буска покинув Elephant's Memory, і на концертах з'явився Джон Ворд на бас-гітарі. Концерти були зняті на відео і записані, а в лютому 1986 року вийшов альбом Live in New York City. Вони також виступили на The Jerry Lewis MDA Labor Day Telethon.
Останньою спільною роботою The Plastic Ono Band та Elephant's Memory став подвійний альбом Оно Approximately Infinite Universe. Він був записаний протягом осені 1972 року і вийшов у січні 1973 року.

### Розрив Леннона з Оно та «Втрачений вікенд» (1973—1974)
На початку 1973 року розпочався запис наступного альбому Оно, Feeling the Space, за участю нової групи студійних музикантів. У цій інкарнації Plastic Ono Band брали участь гітарист Девід Спіноза, клавішник Кен Ашер, басист Гордон Едвардс, перкусіоністи Артур Дженкінс і Девід Фрідман, саксофоніст Майкл Брекер, педальний гітарист Снікі Піт Кляйнов, а також постійний учасник гурту Джим Кельтнер. Альбом вийшов у листопаді.
Протягом 1973 року стосунки Леннона та Оно стали напруженими. До серпня вони почали період розлуки, який Леннон назвав «Втраченим вікендом». Леннон записав Mind Games, використовуючи тих самих виконавців, що й на Feeling the Space, назвавши їх «The Plastic U.F.Ono Band». Приблизно в той час, коли альбом вийшов у листопаді, Леннон переїхав до Лос-Анджелеса з новою коханою Мей Панг. У жовтні Леннон розпочав запис альбому рок-н-рольних хітів (контрактне зобов'язання через судовий позов). У сесіях брали участь багато постійних учасників Plastic Ono Band (включаючи більшу частину «U.F.Ono Band», Клауса Ворманна та Філа Спектора як продюсера), але коли альбом вийшов у 1975 році під назвою Rock'n'Roll, він був підписаний лише під ім'ям Леннона.
Запис Rock'n'Roll проходив вкрай неспокійно і був закинутий до пізнішого часу. У липні 1974 року Леннон повернувся до Нью-Йорка, щоб записати Walls and Bridges. До складу нового «Plastic Ono Nuclear Band» увійшли Джим Келтнер, Кеннет Ашер та Артур Дженкінс, які продовжували грати в Mind Games, повернулися Клаус Ворманн, Нікі Гопкінс та Боббі Кіз, а також гітаристи Джессі Ед Девіс та Едді Моттау. Запис був завершений у серпні, а альбом вийшов у вересні.
Walls and Bridges був останнім релізом нового матеріалу гурту The Plastic Ono Band у 1970-х роках. Згодом Леннон повернувся до Оно і відійшов від музики після народження сина Шона у жовтні 1975 року. Того ж місяця Леннон випустив збірку Shaved Fish, свій останній реліз, який можна зарахувати до гурту Plastic Ono Band.

### Відродження (2009—2015)

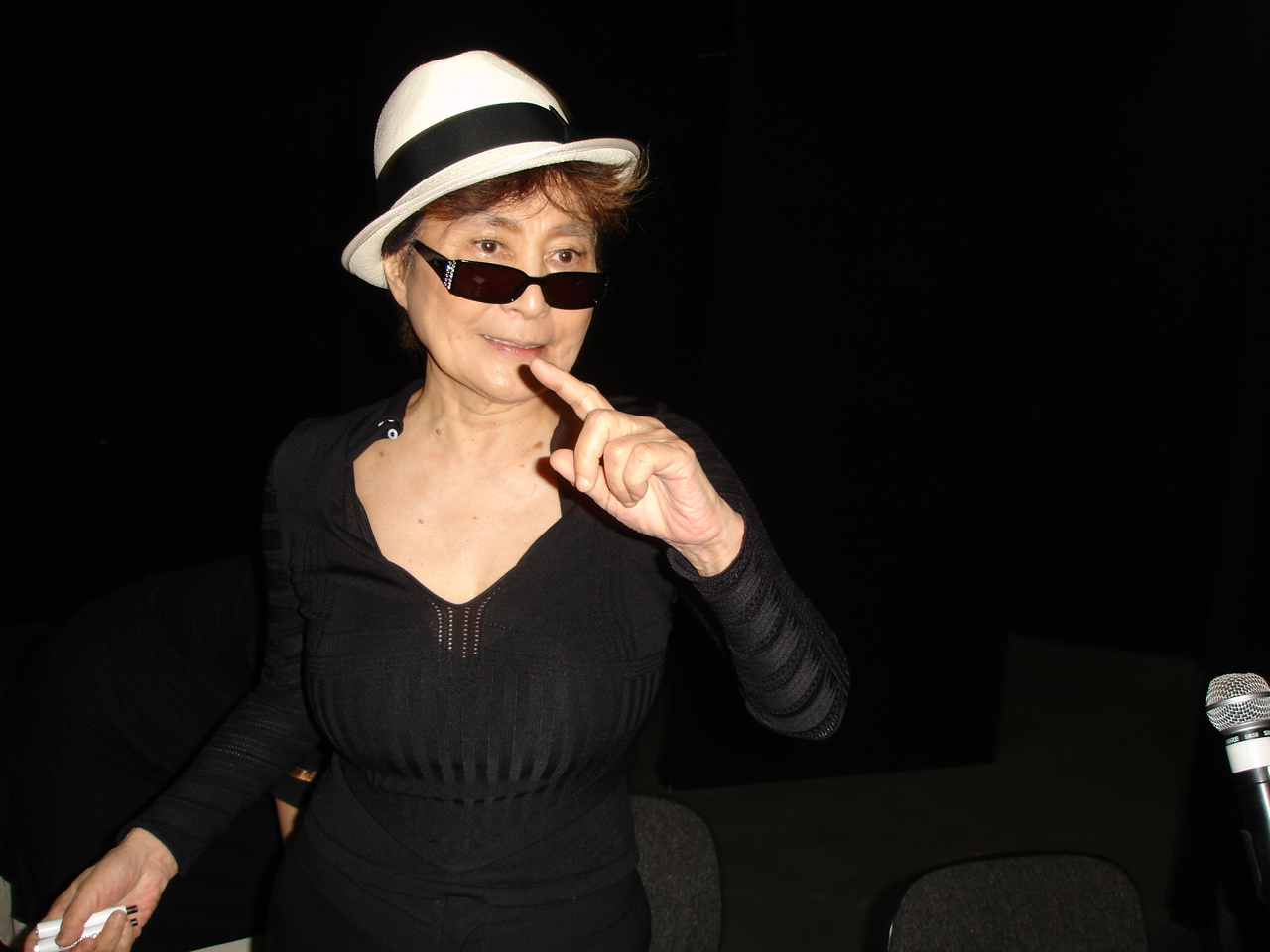
Ono у 2010-му

У 2009 році Йоко Оно відродила назву Plastic Ono Band, випустивши мініальбом 2009 року Don't Stop Me!, прев'ю до альбому Between My Head and the Sky. Обидва альбоми і подальша діяльність приписуються «Yoko Ono Plastic Ono Band». Основними учасниками нового гурту Plastic Ono Band були Шон Леннон (син Оно і Леннона), Cornelius (Кейґо Оямада) і Юка Хонда. З 2009 року гурт виступав з живими концертами, з додатковими учасниками, серед яких басист Шиммі Хіротака Шімізу, валторніст Майкл Леонхарт, віолончеліст Ерік Фрідландер та барабанщиця Юко Аракі. Вони також виступали з багатьма запрошеними виконавцями, серед яких Кім Гордон, Терстон Мур, Бетт Мідлер, Леді Гага, Марк Ронсон, Scissor Sisters, Гарпер Саймон, Пол Саймон та Джин Він.
У 2010 році на концерті під назвою «We Are the Plastic Ono Band» Оно і Шон Леннон возз'єдналися з Еріком Клептоном, Клаусом Ворманном і Джимом Келтнером. У 2011 році Оно і Леннон співпрацювали з Flaming Lips на мініальбомі під назвою The Flaming Lips with Yoko Ono/Plastic Ono Band. Останнім релізом Yoko Ono Plastic Ono Band став альбом 2013 року Take Me to the Land of Hell. Yoko Ono Plastic Ono Band продовжували виступати наживо до 2015 року.

## Дискографія
Студійні альбоми
- John Lennon/Plastic Ono Band (1970)
- Yoko Ono/Plastic Ono Band (1970)
- Imagine (1971)
- Fly (1971)
- Some Time in New York City (1972)
- Approximately Infinite Universe (1973)
- Feeling the Space (1973)
- Mind Games (1973)
- Walls and Bridges (1974)
- Between My Head and the Sky (2009)
- Take Me to the Land of Hell (2013)

Концертні альбоми
- Live Peace in Toronto 1969 (1969)
- Let's Have a Dream: 1974 One Step Festival (2022)

Мініальбоми
- Don't Stop Me! (2009)
- The Flaming Lips with Yoko Ono/Plastic Ono Band (2011)

Збірки
- Shaved Fish (1975)